# Julien Ries
Julien Ries (Arlon, 19 aprile 1920 – Tournai, 23 febbraio 2013) è stato uno storico delle religioni, cardinale e arcivescovo cattolico belga.

## La vita[2]

### Formazione
Nato il 19 aprile 1920 in un paese del Lussemburgo belga, Fouches, a quel tempo frazione del comune di Hachy e ora di quello di Arlon, da Firmin Ries e Clémentine Hardy, dal 1933 al 1939 frequentò il Seminario Minore di Bastogne, nella diocesi di Namur, dove compì studi classici e di filosofia e, dal 1941 al 1945, la Facoltà di Teologia al Seminario Maggiore di Namur.
Fu ordinato sacerdote il 12 agosto 1945 nella cattedrale di Namur.
Continuò quindi gli studi alla Facoltà di Teologia e all'Institut Orientaliste dell'Università Cattolica di Lovanio dal 1945 al 1950, ottenendo nel 1948 la licenza in teologia e nel 1949 quella in filologia e storia orientali. Nel 1953 conseguì il dottorato in teologia. La sua tesi, diretta da Lucien Cerfaux e Louis Théophile Lefort, riguarda l'influenza degli scritti del Nuovo Testamento sull'eucologio manicheo copto di Médinêt Mâdi. Continuò quindi le sue ricerche, sotto la direzione dei due maestri.

### Carriera e attività accademiche
Nel 1960 fu nominato chargé de conférences, su sollecitazione di Cerfaux, da parte del rettore dell'Università di Lovanio, monsignor van Waeyenberg. Il suo insegnamento riguardava il manicheismo. Nel 1968 divenne titolare dei corsi di storia delle religioni: con lui l'insegnamento della disciplina a Lovanio conosce un forte incremento, promosso da Édouard Massaux, il nuovo rettore dell'Università francofona, che creò, nel 1970, un seminario di storia delle religioni. Questo lo indusse a occuparsi sempre più di storia generale delle religioni, pur senza abbandonare gli originari interessi per gli studi manichei. Diventato professore emerito nel 1985, continuò la sua attività didattica per altri cinque anni come professore invitato. È nominato, nel 1986, membro del “Comité national d'évaluation des Universités de France” in qualità di esperto straniero.
Ha insegnato altresì fuori dal Belgio, all'Institut de Science et de Théologie dell'Institut catholique de Paris e alla Facoltà Teologica di Lugano.

### Attività pastorali e attività presso la Santa Sede
Svolse la funzione di docente di religione cattolica presso l'Athénée d'Athus (tra il 1950 e il 1959). Decano della parrocchia di Messancy dal 1959 al 1968, a partire dal 1968 e fino al 2000 fu parroco di Suarlée (Namur). Dal 2000 fu cappellano presso la Famiglia Spirituale “L'Opera” a Villers Saint Amand (Ath).
Succedendo a monsignor Étienne Lamotte, dal 1979 al 1985 fu consultore del Segretariato per il dialogo interreligioso, poi Pontificio consiglio per il dialogo interreligioso.
Ries fu nominato Cappellano di Sua Santità nel 2010.
Papa Benedetto XVI lo creò cardinale diacono di Sant'Antonio di Padova a Circonvallazione Appia nel concistoro del 18 febbraio 2012. Ricevette preventivamente l'ordinazione episcopale l'11 febbraio 2012 dalle mani dell'arcivescovo Giacinto Berloco, nunzio apostolico in Belgio.

### Il Centro Cerfaux-Lefort
In seguito alla scissione dell'Università di Lovanio in due parti distinte e autonome l'una dall'altra, nel 1969 Ries istituì, con Philippe Delhaye, preside della Facoltà di Teologia, il Centre Cerfaux Lefort, il cui scopo è di raccogliere libri e riviste per contribuire a ricostruire il patrimonio librario dell'Università di Lovanio, fortemente danneggiato durante le due guerre mondiali e poi suddiviso fra le due Università. Già nei primi vent'anni della sua esistenza il centro, che è tuttora in funzione, ha consentito l'acquisizione di circa 1.600.000 volumi, 400.000 dei quali sono andati ad arricchire le biblioteche universitarie e alcune centinaia di migliaia sono stati inviati ai Paesi in via di sviluppo. Ries ha presieduto il Centre Cerfaux-Lefort fino al dicembre 2011, quando, a seguito delle sue dimissioni, il Centro è diventato centro di ricerca e affidato alla responsabilità di René Lebrun.

### Responsabilità in riviste e istituzioni scientifiche
Nel 1970 fondò, con Philippe Delhaye e Gustave Thils, la «Revue théologique de Louvain», della quale ha ricoperto il ruolo di amministratore per sei anni. Fece inoltre parte del consiglio d'amministrazione della rivista «Le Muséon» di Louvain la Neuve e del Consiglio internazionale della rivista «L'umana avventura-L'aventure humaine» (Milano e Parigi). Membro della Société belge d'études orientales, entrò nel comitato direttivo dell'associazione nel 1975. Nello stesso anno divenne presidente dell'Institut orientaliste di Louvain la Neuve, carica che mantenne fino al 1980, data del trasferimento dell'Istituto nei nuovi edifici di Louvain-la-Neuve. Rimase allora nel comitato di direzione e divenne il curatore degli Acta Orientalia Belgica e il vicepresidente della Società.

### Attività di divulgazione scientifica
Sempre attento e sensibile alla divulgazione della storia delle religioni al di là dei circoli accademici, pubblicò diverse opere per il grande pubblico e diretto una collana di volumi sulle grandi religioni destinati ai giovani (“Le religioni dell'umanità”).
All'inizio degli anni ottanta entrò in contatto con Luigi Giussani, che lo ha messo in relazione con il movimento di Comunione e Liberazione, nel quale Ries trovò un interlocutore particolarmente sensibile alle sue idee sull'antropologia del sacro. Partecipò, dal 1982 al 2004, al Meeting organizzato con cadenza annuale dal movimento a Rimini, dove tenne regolarmente conferenze e organizzò esposizioni. I testi delle sue relazioni sono comparsi negli Atti del Meeting.

### Organizzazione di convegni e direzione di collane e opere collettive
Organizzò molti convegni, i cui atti hanno trovato spazio nelle collezioni che ha diretto, e curò parecchie opere collettive, le principali delle quali sono i dieci volumi del Trattato di antropologia del sacro (Jaca Book, Milano 1989-2009). Fondò e diresse le collane di Storia delle Religioni Homo Religiosus, Information et Enseignement, Collection Cerfaux Lefort, Conférences et Travaux (pubblicate dal Cente d'histoire des religions, Louvain-la-Neuve); Homo religiosus II (Jaca Book, Milano), Homo religiosus série II (Brepols, Turnhout).

### Morte
Il 23 febbraio 2013 è morto nella clinica "Notre-Dame" di Tournai, dove era ricoverato da due settimane per insufficienza cardiaca. È sepolto nel cimitero di Villers-Saint-Amand.

## Pensiero

### Caratteri generali
Ries definisce la sua prospettiva di indagine dei fenomeni religiosi “Antropologia religiosa” o “Antropologia del sacro”. L'esperienza religiosa, in quanto tipicamente umana, ha per lui un sostrato unitario e caratteri costanti; nel contempo, però, è varia e multiforme, in quanto non può che attuarsi all'interno di contesti storici. Sicché, quando parla di antropologia religiosa, Ries tende a non fare un discorso strutturale e sincronico, ma assume sempre come primario l'elemento storico e culturale: in questo si misura la sua distanza, oltre che dalle correnti strutturaliste dell'antropologia, anche da alcuni tratti delle prospettive fenomenologiche. L'esperienza religiosa è per Ries esperienza del sacro, inteso come realtà trascendente e misteriosa – secondo la tradizione di studi che fa capo a Rudolf Otto – che presuppone quella che Mircea Eliade e Ugo Bianchi chiamano una “rottura di livello”, cioè un'interruzione della dimensione ordinaria nella quale viviamo. Esperienza umana e realtà del sacro trovano il loro punto d'incontro nell'homo religiosus, che si può considerare come la chiave di volta dell'edificio concettuale di Ries. L'homo religiosus è, appunto, l'uomo che vive l'esperienza del sacro: che fa cioè esperienza di una realtà che lo trascende, valorizza la sua esistenza e le dà senso. Al concetto di homo religiosus sono legate l'idea che l'uomo è naturaliter religiosus, e cioè che la religiosità è inscritta nel suo essere naturalmente e necessariamente, e l'idea che la completezza, la pienezza dell'esperienza umana non può essere conseguita che realizzando e portando a compimento tale religiosità naturale. Questa duplice tematica ricalca gli assunti di Mircea Eliade, che Ries riprende e ridefinisce contestualizzandoli storiograficamente, dibattendo con quelle prospettive che negano, con varie motivazioni, la validità euristica del concetto di homo religiosus, ripensandoli in rapporto a certe forme di ermeneutica contemporanea (il principale punto di riferimento a questo proposito è Paul Ricœur) e agli studi sull'immaginario di Gilbert Durand.
La storia delle religioni è per Ries la ricerca delle tracce dell'homo religiosus attraverso lo studio delle sue produzioni culturali, a partire dal paleolitico fino ai giorni nostri. Questa impostazione comporta anche una diagnosi e una proposta per la società contemporanea. Limitarsi a vivere la propria esperienza religiosa o ad avere un'adesione di fede è possibile, ma l'uomo si accosta più consapevolmente al sacro facendo proprie le esperienze religiose di tutta l'umanità. La via per farlo è ricostruire storicamente queste esperienze, ma il sapere e il discorso storico non sono finalizzati alla storia, né rispondono a semplici esigenze di curiosità intellettuale: mirano invece a un arricchimento progressivo di ciascuno, attraverso il confronto con ciò che è tipicamente umano. In questo processo di arricchimento svolge un ruolo essenziale la conoscenza dell'esperienza religiosa cristiana, vissuta in prima persona da Ries anche con il suo impegno di sacerdote.

### L'"antropologia religiosa fondamentale"
Con Julien Ries abbiamo il costituirsi di un nuovo campo del sapere: l'Antropologia religiosa fondamentale. Riprendendo un'intuizione di Eliade, l'Homo religiosus, Ries fino dagli anni '70 ha cercato di renderla operativa nel lavoro di storico delle religioni. L'utilizzo della figura di Homo religiosus ha creato dibattito nel mondo degli storici delle religioni e nello stesso mondo cattolico che si interessava della storia delle religioni. L'Homo religiosus non era ritenuto da alcuni scientificamente rilevante come dimensione dell'uomo all'interno della storia delle religioni. Non lo era per una visione strutturalista da un lato, che non lo considerava un connotato antropologico dimostrabile, né dall'altro lato per una malintesa lettura teologico-cattolica, che non riconosceva all'uomo una pienezza di dimensione religiosa dall'origine. Ries incontra la preistoria nello studio dell'arte preistorica, 40.000 anni di pitture e graffiti rupestri, seguendo le ricerche dell'Abate Breuil e di Leroi-Gourhan e impegnandosi per l'UNESCO nel lavoro di classificazione della Rock Art condotto da Emmanuel Anati, direttore del Centro Internazionale di Capo di Ponte in Valcamonica, Italia. La ricchezza di simboli e miti incisi sulle rocce diviene per Ries una miniera. Ries si interessa poi dei nuovi lavori di paleoantropologia, la giovane disciplina che indaga sulla paleontologia umana e sulla preistoria: qui si sviluppa l'accordo del grande paleontologo conosciuto per la scoperta dell'australopitecus Lucy, Yves Coppens. Entrambi concordano sul fatto che dalle ricerche 2.500.000 anni fa i primi uomini, l'homo habilis, sono non solo uomini, laboriosi, tecnici, famigliari, sociali, ma anche uomini simbolici, artisti e religiosi. Ries si apre così agli studi della religiosità prima delle religioni e questo comporta il formarsi di un'antropologia religiosa che evidenzia le costanti del sacro a partire da un metodo storico (e storico-archeologico), fenomenologico ed ermeneutico. Le costanti sono il mito, il simbolo e il rito. L'antropologia del sacro è perciò il suo punto di intervento, l'Homo religiosus precede la stessa scoperta delle religioni storiche, vive accanto ad esse ed in esse, e come le vivifica le può anche contestare nel loro possibile sclerotizzarsi. L'homo religiosus è il cuore profondo di ogni cultura e religione, e ne può essere il costruttivo dialettizzatore nei momenti di clericalizzazione o dispersione. Di fronte a fenomeni come i fondamentalismi contemporanei l'antropologia religiosa può vedere al di là della storia delle religioni. Fenomeni che per lo storico delle religioni possono essere una deriva come il fondamentalismo islamico o quello del cristianesimo protestante di stampo statunitense durante la guerra del Golfo, per l'antropologo del sacro non sono una semplice deriva, ma una sovversione dell'uomo religioso e non vanno perciò imputati né all'Islam, né al Cristianesimo, ma ai moderni moti politico-sociali e perciò ad altro e non alle religioni. Di fronte alla metamorfosi del sacro prodotta dai fondamentalismi si deve guardare alle crisi sociali e ai nuovi movimenti politici: Ries è qui in accordo con politologi arabi come lo Zubaida. A questo punto Ries con oltre dieci anni di direzione del Trattato di antropologia del Sacro, in cui ha chiesto ai vari studiosi di ricercare l'Homo religiosus nelle singole culture, può ravvisare la nascita di un nuovo campo del sapere: l'antropologia religiosa fondamentale.
La nascita all'Università Cattolica di Milano dell'Archivio Ries per l'Antropologia simbolica, diretto da Silvano Petrosino con l'affidamento da parte di Ries della sua biblioteca e dei suoi archivi personali sancisce la fondazione di un luogo di ricerca per l'antropologia religiosa. Eliade, Dumézil, Ricœur, e con loro Rudolf Otto sono certo per Ries gli studiosi che hanno confortato le sue posizioni e costituito il punto di partenza delle sue prospettive. Potremmo aggiungere Yves Coppens, Michel Delahoutre, Jacques Vidal, Raimon Panikkar, Fiorenzo Facchini, con cui lo scambio è stato profondo. Lo studioso belga è un pioniere che si è proiettato nella verifica del fatto che alla base di ogni civiltà e di ogni grande momento di crisi (Ellenismo, Umanesimo, Illuminismo, Secolarismo) c'è sempre rilevante la presenza dell'Homo religiosus. Le "crisi" sono fattori che palesano tale avvenimento.
Il contributo di Ries al procedere e agli sviluppi della dichiarazione Nostra Aetate di Paolo VI è capitale.
Non una ricerca di una dottrina media che metta in rapporto uomini e studiosi di religioni diverse, ma l'andare al cuore, all'Homo religiosus, da parte di ogni religione e questo vale per il Cristianesimo. Ries considera il cristiano, cosciente del mistero trinitario per cui Cristo è morto e risorto per la salvezza di tutti gli uomini, facilitato a raffrontarsi con ogni altra cultura e religione guadagnando da esse la profondità religiosa secondo i loro diversi carismi e ravvisando in esse i semina verbi, che sono anche i semi dello spirito.

## L'Archivio Julien Ries per l'Antropologia Simbolica[5]
Da sempre amante dei libri, Ries ha raccolto intorno a sé una biblioteca amplissima, che contiene tutto quanto può servire a un orientamento di base nel mondo delle religioni (serie complete di riviste, enciclopedie e lessici, le monografie più importanti sulle principali religioni del mondo) e, per alcuni settori in particolare, quanto è necessario per approfondimenti tematici (riguardo, per esempio, al sacro, al mito, ai riti d'iniziazione, alla storiografia) e per lo studio di alcuni mondi religiosi (come la galassia gnostica oppure il manicheismo). I volumi sono stati donati da Ries all'Università Cattolica del Sacro Cuore. I libri, cui Ries ha aggiunto i suoi archivi personali (manoscritti, corrispondenze, appunti, ecc.) sono custoditi, dal 2010, presso l'“Archivio Julien Ries per l'Antropologia Simbolica”, che svolge altresì un'attività culturale di promozione di
convegni e di pubblicazioni, sotto la direzione di Silvano Petrosino.

## Opere

### Opere di J. Reis
Ries è autore di oltre 650 lavori, pubblicati in quindici lingue, la cui lista più completa e aggiornata (fino al 2008) si trova nel volume L'antropologia religiosa di fronte alle espressioni della cultura e dell'arte, cit., pp. 132–176. Le sue opere complete sono in corso di pubblicazione presso la casa editrice Jaca Book di Milano.
Piano dell'opera omnia (i volumi pubblicati hanno la data di uscita nella collana):
- I. Cristianesimo, religioni e culture:
  - 1. I Cristiani e le religioni. Dagli Atti degli Apostoli al Vaticano II (2006)
  - 2. Incontro e dialogo (2009)
- II. L'uomo e il sacro nella storia dell'umanità (2007)
- III. L'uomo religioso e la sua esperienza del sacro (2007)
- IV. Le costanti del sacro:
  - 1. Simbolo (2008)
  - 2. Mito e rito (2008)
- V. La scienza delle religioni. Storia, storiografia, problemi e metodi (2008)
- VI. La storia comparata delle religioni e l'ermeneutica (2009)
- VII. Religioni dell'antico Oriente:
  - 1. Il culto di Mithra dall'India vedica ai confini dell'impero romano (2013)
  - 2. Zarathustra e la religione mazdea
- VIII. Religioni del vicino Oriente antico:
  - 1. Osirismo e mondo ellenistico. L'incontro della religione egizia e del pensiero greco
  - 2. Teologie regali in Egitto e nel vicino Oriente antico ed ellenizzazione dei culti orientali
- IX. Gnosi e manicheismo:
  - 1. Gli Gnostici. Storia e dottrina (2010)
  - 2. Manicheismo: un tentativo di religione universale (2011)
- X. La chiesa gnostica di Mani. Dottrine e culto (2011)
- XI. Corsi:
  - 1. Induismo
  - 2. Buddhismo
  - 3. Islam
- XII. Vita ed eternità nelle grandi religioni (2014)

### Opere in onore di J. Ries
Si tratta di quattro volumi miscellanei: Manichaica selecta (a cura di A. van Tongerloo e S.Giversen), Coll. Manichaean Studies 1, Bruxelles, Lovanio, 1991; La condition humaine (a cura di A. Theodoridès, P. Naster, A. van Tongerloo), Coll. AOB VI, Bruxelles, Lovanio, 1991; Foi, Raison, Verbe (a cura di Charles Marie Ternes), Courrier de l'éducation nationale, Lussemburgo,
1993; La figure du prêtre dans les grandes traditions religieuses (a cura di A. Motte e P.Marchetti), Namur (coll. Etudes Classiques, 20), Peeters, 2005.
A questi si è aggiunto L'antropologia religiosa di fronte alle espressioni della cultura e dell'arte (a cura di N. Spineto, Jaca Book, Milano 2009).

### Studi su J. Ries
- R. Kieffer, Hommage à Julien Ries, in NEeuropa, Arts, Lettres, Sciences 17 (1988), 56/57, 97 101.
- F. Asti, Fenomenologia del sacro in Julien Ries, in Asprenas 40 (1993), 523-540.
- N. Spineto (a cura di), L'antropologia religiosa di fronte alle espressioni della cultura e dell'arte, cit. (articoli sull'opera di Ries di M.V. Cerutti, L. Ornaghi, S. Petrosino, N. Spineto).
- A. van Tongerloo, Professor Julien Ries. Biography, in A. van Tongerloo, S. Giversen (eds.), Manichaica
- Selecta. Studies Presented to Professor Julien Ries on the Occasion of His Seventieth Birthday, Lovanii 1991, XV-XX.
- Communio 2008, n. 216: numero monografico su Julien Ries con alcuni contributi sulla sua opera (R. Nanini, S. Petrosino e N. Spineto).
- P.F. Stagi, La nascita del sacro. Teorie della religione, Edizioni Studium, Roma 2015, Cap. VI/3: L'esperienza religiosa dell'uomo primitivo. Le ricerche di Julien Ries.

Nel 2010 si è svolto a Roma, su iniziativa dell'Ambasciata del Belgio presso la Santa Sede, con il contributo dell'Accademia Belgica di Roma, dell'Editoriale Jaca Book e dell'Università Cattolica del Sacro Cuore, l'incontro di studio “La ricognizione del sacro” (fra gli interventi presentati, quelli su Ries sono stati di Lorenzo Ornaghi, Gianfranco Ravasi, Giulia Sfameni Gasparro, Natale Spineto) i cui Atti, a cura di Blanche Bauchau, organizzatrice dell'incontro, non sono ancora stati pubblicati.

### Appartenenza ad associazioni scientifiche
- Société asiatique (Parigi);
- Société Ernest Renan (Parigi);
- Association internationale des études patristiques (Oxford);
- International Association for the History of Religions (della quale è uno dei membri vitalizi onorari);
- International Association for Coptic Studies (Roma);
- Association des écrivains croyants d'expression française (Parigi);
- Deutsche Vereinigung für Religionsgeschichte (Darmstadt);
- Società italiana di storia delle religioni (Roma);
- Forschungsgruppe für Anthropologie und Religionsgeschichte (Saarbrücken).
- Association internationale pour l'étude des religions préhistoriques et ethnologiques (Valcamonica) (della quale è stato presidente)
- Association belge-luxembourgeoise d'histoire des religions (della quale è stato presidente)
- Accademia internazionale di scienza e cultura (Milano) (del cui comitato scientifico è membro).

### Principali premi ottenuti
Premio Dumas Millier per l'insieme della sua opera scientifica (concesso dall'Académie française nel 1986); Premio Furtado per la pubblicazione del libro L'expression du sacré dans les grandes religions; Premio "Il labirinto d'argento" per il complesso della sua opera (assegnato dalla fondazione Comunità nel 1987); Premio Capri-San Michele per il volume IV del Trattato di antropologia del sacro (Jaca Book, Milano, 1995), Crisi, rotture e cambiamenti (1996); Laurea honoris causa in Filosofia della persona e bioetica (Facoltà di Scienze della Formazione) all'Università Cattolica del Sacro Cuore (27 ottobre 2010) «per il valore intrinseco dei suoi studi, per la sua instancabile operosità scientifica e culturale, per l'apporto decisivo che le sue indagini sul fenomeno religioso hanno fornito alla comprensione della specificità propria dell'essere dell'uomo in quanto homo religiosus». In quell'occasione Ries ha tenuto una prolusione sul tema "Morte, sopravvivenza, immortalità. Il pensiero e le tradizioni religiose dei popoli".

## Genealogia episcopale
La genealogia episcopale è:
- Cardinale Scipione Rebiba
- Cardinale Giulio Antonio Santorio
- Cardinale Girolamo Bernerio O.P.
- Arcivescovo Galeazzo Sanvitale
- Cardinale Ludovico Ludovisi
- Cardinale Luigi Caetani
- Cardinale Ulderico Carpegna
- Cardinale Paluzzo Paluzzi Altieri Degli Albertoni
- Papa Benedetto XIII
- Papa Benedetto XIV
- Papa Clemente XIII
- Cardinale Enrico Benedetto Stuart
- Papa Leone XII
- Cardinale Chiarissimo Falconieri Mellini
- Cardinale Camillo Di Pietro
- Cardinale Mieczysław Halka Ledóchowski
- Cardinale Jan Maurycy Paweł Puzyna de Kosielsko
- Arcivescovo Józef Bilczewski
- Arcivescovo Bolesław Twardowski
- Arcivescovo Eugeniusz Baziak
- Papa Giovanni Paolo II
- Arcivescovo Giacinto Berloco
- Cardinale Julien Ries